# Nosotros, los Rivero
Nosotros, los Rivero es una novela galardonada con el premio Nadal en 1952 de la escritora española Dolores Medio. Está adscrita a la novela social de los años cincuenta.

## Contexto
En el Archivo General de la Administración de Alcalá de Henares, donde se custodia la documentación de la antigua censura franquista, está el expediente completo de la novela y el texto original, que se daba por perdido. Se le asignó el número de expediente 668-52. Ángeles Caso, en el prólogo de la reedición de Nosotros, los Rivero que mantiene la versión íntegra de la novela, cuenta la historia: la editorial Rumbos aceptó su publicación aunque antes debía recibir la aprobación gubernativa para enviarla a la imprenta. El primer informe de la censura advirtió que el libro atacaba a la moral, al régimen y, aunque «no abiertamente», también al dogma, la Iglesia y a sus ministros. Sin embargo, la autora defendió su novela y tras varios meses consiguió su autorización. En ese espacio de tiempo desapareció la editorial Rumbos. La novela se presentó al premio Nadal y fue galardonada. Medio no pudo asistir a la cena de gala porque no tenía dinero para el billete. Finalmente fue editada por la editorial Destino. La novela consagró a la autora como novelista.

## Argumento
Nosotros, los Rivero comienza con la llegada de Lena Rivero a Oviedo tras una larga ausencia. En 1950 la escritora ha vuelto a su ciudad natal con el propósito de recuperar la memoria de su juventud. Con sus paseos recuerda lo vivido, y a través de la narración consigue rememorar su pasado casi olvidado. Comienzan sus recuerdos en 1924 cuando Lena, “Ranita”, tiene nueve años. Su padre acaba de morir y la familia procura mantener su tienda, “La Uva del Oro”, sitio de tertulias diarias de sus amigos burgueses. La Señora Rivero, ayudada por su hermana, Tía Mag, administra la casa influidas por los consejos de Ger, el hijo mayor que estudia en la universidad. Ger se compromete con la revolución social y las causas de la República, lo que causa desavenencias entre él y su hermana María, que siempre defiende a la Iglesia. Pronto, la familia tiene que mudarse a otra casa y cerrar la tienda con lo que la situación económica de la familia empeora. Además, es la Revolución de 1934. Ger se une a la lucha y muere en el conflicto; poco después, la Señora Rivero también fallece. Tras el fin de la Revolución, María decide hacerse misionera para servir a Dios, Tía Mag se va a vivir con otros parientes y Lena sale para Madrid.

## Estilo
El relato del pasado es una memoria personal que reemplaza a la historia oficial del franquismo; pero, en vez de presentarlo como recuerdos personales,  presenta la historia de una manera objetivista, al estilo de novelas de la posguerra, como Nada. También utiliza la perspectiva de una mujer joven para efectuar una crítica despolitizando los sucesos históricos. Así hace alusiones a sucesos que no se podían recordar, como la proclamación de la Segunda República o la Revolución de 1934, que en la novela se presentan desde la perspectiva de la familia.
Las dos estrategias narrativas – narrador ausente e impersonal y observaciones de una protagonista incauta– colocan la crítica en un nivel superficial para poder evadir la censura.
Hay una clara influencia de Carmen Laforet  y su novela Nada. Esta, publicada en 1944, rompió con los esquemas establecidos y exploró temas como la opresión, la frustración y la búsqueda de identidad de las mujeres en la posguerra española. Tanto Andrea como Lena narran los acontecimientos pasados desde una perspectiva adulta, utilizando la estrategia narrativa de la voz en primera persona.
Lena es una "chica rara", como las definía Carmen Martín Gaite, es decir, las jóvenes que cuestionaban el modelo femenino impulsado por el régimen y que no respondían a los modelos de conducta aprobados por el nacionalcatolicismo. Rechazaban la idea de casarse y ser simplemente esposas y madres, prefiriendo explorar su propia independencia y moverse en espacios abiertos. Consideraban que la casa era una especie de prisión y luchaban por liberarse de las expectativas y limitaciones impuestas por la sociedad. Consideraban que el esfuerzo por alcanzar su independencia y vivir de acuerdo con sus propias convicciones valía la pena. Esto se refleja en las palabras de Lena, quien expresa su determinación y satisfacción al respecto.

## Reconocimientos
- Fue elegida entre 107 obras para el premio Nadal por un jurado de siete hombres.[4]
- En 2011 con motivo del centenario del nacimiento de Dolores Medio La Nueva España, inauguró su Biblioteca de Autores Asturianos con la novela, Nosotros, los Rivero. Cerró la colección La Regenta, de Leopoldo Alas Clarín.[7]